# Fráňa Šrámek

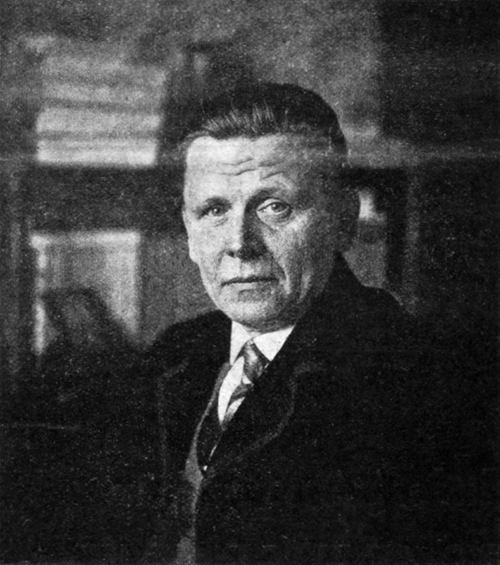
Fráňa Šrámek, cca 1926

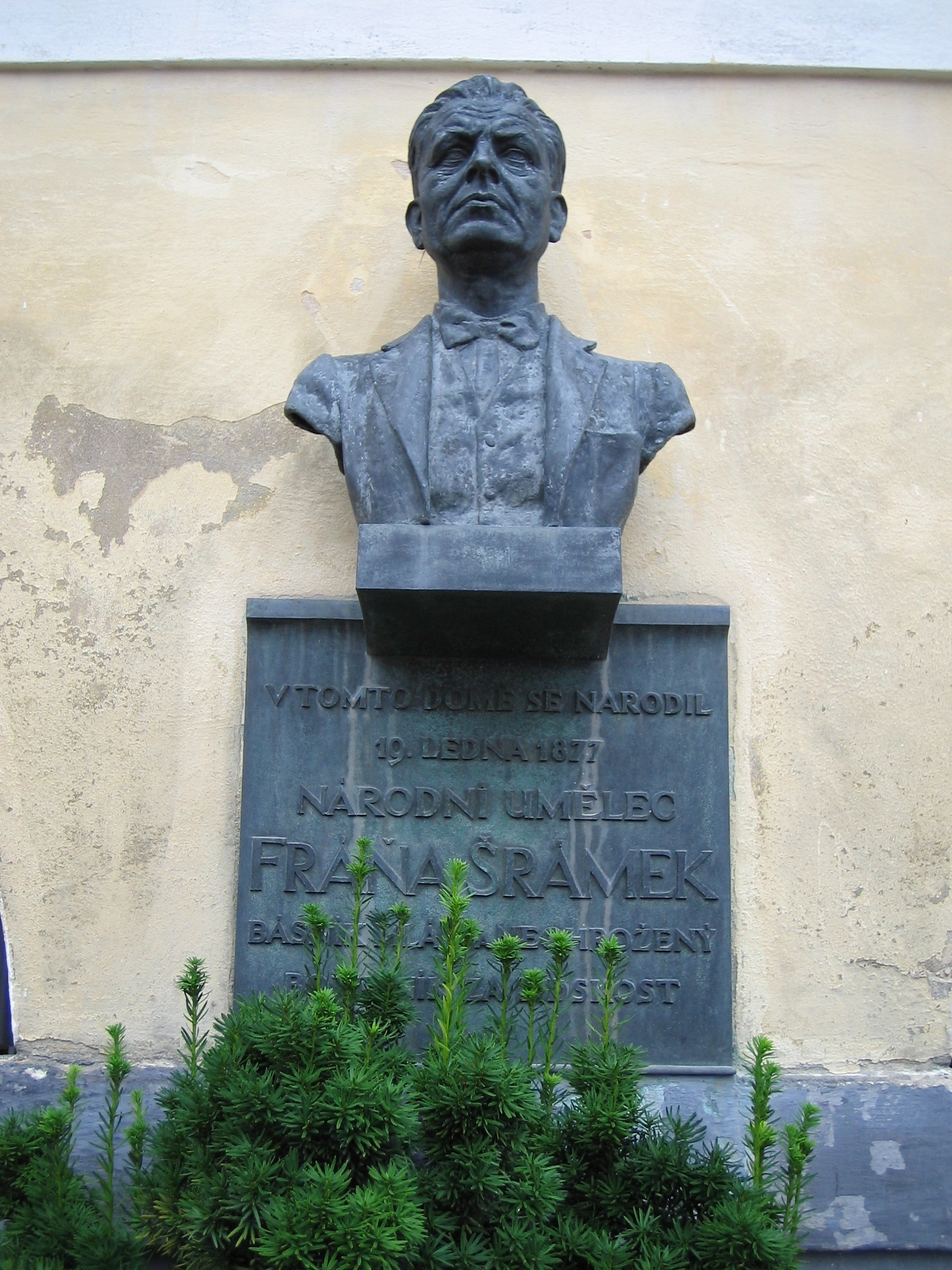
Statue von Fráňa Šrámek in Sobotka

Fráňa Šrámek (* 19. Januar 1877 in Sobotka; † 1. Juli 1952 in Prag) war ein tschechischer Dichter, Schriftsteller und Dramaturg. Šrámek war mit Stanislav Kostka Neumann Anführer anarchistischer Gruppierungen und Verfechter des Antimilitarismus. Sein Werk wird dem Impressionismus zugeordnet.

## Leben
1886 siedelte er mit seinen Eltern nach Písek um, eine Stadt, in der sich ein Großteil seiner Theaterspiele und Romane abspielt. Nach dem Besuch des Gymnasiums in Písek und Roudnice nad Labem studierte er zunächst an der Juristischen Fakultät der Karls-Universität Prag, brach das Studium jedoch ab und widmete sich der Literatur. Seine einjährige militärische Dienstzeit wurde wegen seiner antimilitärischen Äußerungen um ein Jahr verlängert. Seit 1903 lebte er in Prag, trat dem literarischen Zirkel Neuer Kult (Nový kult) um Neumann bei, war aktiv in der anarchistischen Bewegung tätig und sympathisierte mit der sozialistischen antimilitärischen Jugendgruppe um Emil Špatný. Wegen seiner Teilnahme an Friedensdemonstrationen und seinem Antikriegs-Gedicht „Píšou mi psaní“ musste er ins Gefängnis. 1914 erkrankte er schwer, wurde dann aber doch zum Kriegsdienst einberufen. Nach der Gründung der Tschechoslowakei schloss er sich der Gruppe um Karel Čapek an, war jedoch nicht mehr – wie in seinen frühen Jugendjahren –  politisch aktiv. Während des Zweiten Weltkrieges verließ er aus Protest gegen den Faschismus sein Haus nicht mehr. 1946 erfolgte die Ernennung zum Nationalkünstler der Tschechoslowakei.

## Werke (Auswahl)
Zu den besten seiner Werke zählen Gedichte und Erzählungen, die er zu Beginn des Jahrhunderts schrieb. Diese Werke handelten von Anarchismus und Widerstand gegen den Krieg. Später wendet er sich dem sinnlichen Leben zu. Es handelt sich um gefühlvolle Liebesgedichte, Geschichten, gekennzeichnet von der Liebe zur Natur und der Jugend.

### Gedichtesammlungen
- Života bído, přec tě mám rád (1905)
- Modrý a rudý (1906)
- Splav (1916)
- Nové básně (1928)
- Ještě zní (1933)
- Rány, růže (1945)

### Romane
- Stříbrný vítr (1910) – 1954 verfilmt durch Václav Krška, (Der silberne Wind, Artia, 1959)
- Křižovatky (1913)
- Tělo (1919)
- Past (1931)

### Erzählungen
- Sláva života (1903)
- Osika (1912)
- Klavír a housle (1920)
- Žasnoucí voják (1924)
- Prvních jednadvacet (1928)

### Theaterstücke
- Červen (1905)
- Léto (1915), (Sommer, Heris-Verl. 1921)
- Hagenbek (1920)
- Zvony (1921)
- Měsíc nad řekou (1922) – 1953 verfilmt durch Václav Krška, (Mond über dem Fluss, Bärenreiter-Verlag, 1970)
- Plačící satyr (1923)
- Ostrov velké lásky (1926)
- Luna
- Dvě království
- Pravda